# Портус, Патрик Энтони
Патрик Энтони Портус VC (англ. Patrick Anthony Porteous; 1 января 1918, Абботтабад — 9 октября 2000, Фантингтон) — полковник Британской армии, шотландец по происхождению, кавалер Креста Виктории.

## Служба
Портус заступил на службу в Королевский полк артиллерии в 1937 году, 26 августа 1940 произведён в звание первого лейтенанта. 19 августа 1942 был включён в состав 4-го подразделения коммандос в звании капитана. 2 октября 1942 London Gazette опубликовала заметку следующего содержания с сообщением о присвоении Портусу Креста Виктории за действия во время рейда на Дьеп:

Военное министерство, 2 октября 1942.
Георг VI, король Соединенного Королевства милостиво утвердил награждение КРЕСТОМ ВИКТОРИИ: —
Капитана (временного майора) Патрика Энтони Портуса (73033), Королевский полк артиллерии (Флит,  Хэмпшир).
Под Дьепом 19 августа 1942 майор Портус был назначен офицером связи между двумя отрядами, задачей которых являлся штурм тяжёлой береговой батареи.
В начале штурма майор Портус, находясь в составе меньшего из двух отрядов, получил сквозное ранение руки с близкого расстояния, пуля прошла навылет сквозь ладонь и застряла в плече.  Майор Портус неустрашимо приблизился к нападавшему, сумел обезоружить и убить противника его же собственным штыком, сохранив тем самым жизнь британского сержанта, в которого целился немец.
В то же время продвижение бо́льшего отряда было задержано, командовавший им офицер был убит, а сержант-майор отряда тяжело ранен. Почти сразу же после этого единственный оставшийся офицер отряда был убит.
Майор Портеус, без колебаний под шквальным огнём, бросился через открытую местность, чтобы принять командование этим отрядом. Собрав солдат, он повел их за собой в штыковую атаку на немецкие позиции и был серьёзно ранен во второй раз. Несмотря на сквозное ранение бедра, он продолжал сражаться до достижения намеченной цели, пока не потерял сознание от потери крови после того, как было уничтожено последнее орудие.
Храбрость майора Портуса, блестящие командные качества и его стойкая преданность долгу — дополнили первоначально отведенную ему роль и стали источником воодушевления для всего отряда.
Оригинальный текст (англ.)War Office, 2nd October, 1942.
George VI of the United Kingdom has been graciously pleased to approve the award of The VICTORIA CROSS to: —
Captain (temporary Major) Patrick Anthony Porteous (73033), Royal Regiment of Artillery (Fleet, Hants.).
At Dieppe on the 19th August, 1942, Major Porteous was detailed to act as Liaison Officer between the two detachments whose task was to assault the heavy coast defence guns.
In the initial assault Major Porteous, working with the smaller of the two detachments, was shot at close range through the hand, the bullet passing through his palm and entering his upper arm. Undaunted, Major Porteous closed with his assailant, succeeded in disarming him and killed him with his own bayonet thereby saving the life of a British Sergeant on whom the German had turned his aim.
In the meantime the larger detachment was held up, and the officer leading this detachment was killed and the Troop Sergeant-Major fell seriously wounded. Almost immediately afterwards the only other officer of the detachment was also killed.
Major Porteous, without hesitation and in the face of a withering fire, dashed across the open ground to take over the command of this detachment. Rallying them, he led them in a charge which carried the German position at the point of the bayonet, and was severely wounded for the second time. Though shot through the thigh he continued to the final objective where he eventually collapsed from loss of blood after the last of the guns had been destroyed.

Major Porteous's most gallant conduct, his brilliant leadership and tenacious devotion to a duty which was supplementary to the role originally assigned to him, was an inspiration to the whole detachment.

## После войны
Портус продолжил службу в Британской Палестине, Германии и Сингапуре, дослужившись до звания капитана в 1945 году, майора в 1950 году, подполковника 1 мая 1959 и полковника вплоть до своего увольнения в запас в 1970 году. Во время празднования 100-летия Елизаветы Боуз-Лайон на параде вёл главную машину в кортеже.